# Merja Kyllönen
Merja Kyllönen   (Suomussalmi, 25 de gener de 1977) és una política finlandesa i exmembre del Parlament Europeu. És militant de l'Aliança d'Esquerra, part de L'Esquerra en el Parlament Europeu. Va ser la ministra de Transports al gabinet de Jyrki Katainen (2011-2014). Del 2014 al 2019 va ser eurodiputada en representació de Finlàndia. El 2018, Kyllönen va ser la candidata de l'Aliança d'Esquerra a les eleccions presidencials finlandeses. Va ocupar el setè lloc amb el 3 % dels vots, mentre que el president en funcions Sauli Niinistö va aconseguir el seu segon mandat amb la majoria de vots.